# Фрадик де Менезес
Фрадик де Менезес (рођен 21. март 1942) је бивши председник Сао Томе и Принципе (2001 — 2003, 2003 — 2011).
Фрадик де Менезес је рођен на острву Сао Томе 1942. године, пре него је Сао Томе и Принципе добио независност од Португалије. Отац му је био Португалац, а мајка локалног порекла. Средњу школу завршио је у Португалији а дипломирао је Образовање и психологију на Универзитету у Бриселу. Менезес је успешан бизнисмен, извозник какаоа. Био је министар иностраних послова од 1986. до 1987. Изабран је за председника у јулу 2001. са 55,2% гласова, победивши бившег председника Мануела Пинта де Косту, који је имао око 40% гласова. Пре него је постао председник, морао се одрећи португалског држављанства. 16. јула, 2003. године, док је био у Нигерији, догодио се војни удар који је водио Фернандо Переира, али се Мензес вратио на власт 23. јула 2003, након преговора.
Увек дипломатски, Менезес је чак ишао толико далеко да је сугерирао да ће напустити функцију ако буде „разлог да ствари не функционишу у овој земљи“. За време свог мандата, Фрадик је инвестирао богатство из новооткривених резерви нафте назад у добробит  нације.